# Kownatki (województwo lubelskie)
Kownatki – wieś w Polsce położona w województwie lubelskim, w powiecie łukowskim, w gminie Łuków.
| SIMC    | Nazwa    | Rodzaj      |
| ------- | -------- | ----------- |
| 0679664 | Kownatki | kolonia     |
| 0679670 | Kownatki | osada leśna |

Wierni Kościoła rzymskokatolickiego należą do parafii Najświętszego Serca Pana Jezusa w Zarzeczu Łukowskim.
Wieś królewska w ziemi łukowskiej województwa lubelskiego w 1786 roku. W latach 1975–1998 miejscowość administracyjnie należała do województwa siedleckiego.
Wieś stanowi sołectwo w gminie Łuków. Według Narodowego Spisu Powszechnego z roku 2011 wieś liczyła 322 mieszkańców.
Pod względem fizycznogeograficznym Kownatki leżą w środkowo-zachodniej części Równiny Łukowskiej, w dorzeczu Krzny Południowej.
We wsi znajduje się Ochotnicza Straż Pożarna oraz nieczynny przystanek kolejowy Kownatki.